# Bergermeer
Bergermeer is een buurt in de gemeente Alkmaar, in de Nederlandse provincie Noord-Holland.
In deze buurt zijn de meeste huizen gebouwd tussen 1970 en 1976. Op 1 januari 2006 telde de buurt 2053 inwoners waarvan 1069 vrouw en 984 man waren. Het aantal 45-plussers lag in deze buurt veel hoger dan in de rest van Alkmaar.
De buurt Bergermeer ligt van oorsprong op de rand van de Bergermeerpolder, die voor het grootste deel in de gemeente Bergen ligt. In de jaren 60 van de twintigste eeuw werden de plannen voor de wijk ontwikkeld. De uivoering daarvan startte in 1969.
Tussen Bergermeer en het treinstation van Alkmaar is de woonwijk (tevens buurtschap) Bergerhof gelegen.
Gasopslag Bergermeer is een grote ondergrondse gasopslag in een poreuze ondergrond als natuurlijk reservoir.

## Componistenbuurt
De straten in de Bergermeer zijn allemaal genoemd naar componisten.
| Straatnaam               | Componist                   |
| ------------------------ | --------------------------- |
| Bachlaan                 | Johann Sebastian Bach       |
| Beethovensingel          | Ludwig van Beethoven        |
| Bellinihof/Bellinistraat | Vincenzo Bellini            |
| Berliozstraat            | Hector Berlioz              |
| Bernard Zweersstraat     | Bernard Zweers              |
| Brahmsstraat             | Johannes Brahms             |
| Chopinstraat             | Frédéric Chopin             |
| Debussystraat            | Claude Debussy              |
| Diepenbrocklaan          | Alphons Diepenbrock         |
| Gounodstraat             | Charles Gounod              |
| Haydnlaan/Haydnpad       | Joseph Haydn                |
| Johan Wagenaarkade       | Johan Wagenaar              |
| Kalmanstraat             | Emmerich Kálmán             |
| Leharkade                | Franz Lehár                 |
| Lisztstraat              | Franz Liszt                 |
| Mahlerstraat             | Gustav Mahler               |
| Massenetstraat           | Jules Massenet              |
| Mendelssohnstraat        | Felix Mendelssohn Bartholdy |
| Mozartlaan               | Wolfgang Amadeus Mozart     |
| Offenbachstraat          | Jacques Offenbach           |
| Schubertkade             | Franz Schubert              |
| Sweelincklaan            | Dirk Sweelinck              |
| Verdistraat              | Giuseppe Verdi              |
| Wagnerstraat             | Richard Wagner              |
| Willem Pijperstraat      | Willem Pijper               |

Stad: Alkmaar     

Dorpen: Driehuizen · Graft · Grootschermer · Koedijk (deels) · Markenbinnen · Noordeinde · Oost-Graftdijk · Oterleek · Oudorp · De Rijp · Schermerhorn · Starnmeer · Stompetoren · Ursem (deels) · West-Graftdijk · Zuidschermer 

Buurtschappen: Bergermeer · Kogerpolder (deels) · Omval · Nieuwpoort · De Nollen · De Weijdt 

Noord-Holland: Steden en dorpen      Nederland: Provincies · Gemeenten